# Bielsa
Bielsa egy község Spanyolországban, Huesca tartományban. Bielsa Fanlo, Puértolas, Tella-Sin, Gistaín, Gavarnie-Gèdre, Aragnouet, Tramezaïgues és Saint-Lary-Soulan községekkel határos. Lakosainak száma 487 fő (2024).

## Nevezetességek
Bielsa egyike annak a hat községnek, amelyek közigazgatási területén osztozik az Ordesa és Monte Perdido Nemzeti Park.

## Népesség
A település népessége az utóbbi években az alábbiak szerint változott:
| Lakosok száma | 462  | 463  | 506  | 508  | 495  | 496  | 483  | 457  | 481  | 487  |
|               | 2001 | 2004 | 2006 | 2009 | 2011 | 2014 | 2016 | 2019 | 2021 | 2024 |